# Kalcedon
Kalcedon je mineral, kriptokristal, ki je nastal z medsebojnim vraščanjem kristalov minerala kamene strele in moganita. Oba predstavljata silikatne materiale, razlikujeta se le v kristalni strukturi. Kamena strela ima romboedersko kristalno strukturo, moganit pa monoklinično kristalno strukturo. Barve je običajno med belo in sivo, sivomodro ali svetlo rjavo. Druge barve kalcedon ima specifična imena.
Različne oblike kalcedona so:
- karnelian ali sard - modri kalcedon
- hrisoprasa - zelena varianta obarvana z nikelj oksidom
- prasa - zelena
- oniks - ima črno bele lise
- plasma
- heliotrop

Ahat je kalcedon s koncentričnimi lisami. Kremen je ena od oblik kalcedona.
Ljudje, ki so živeli vzdolž trgovskih poti Centralne Azije so uporabljali različne vrste kalcedona, vključno karnelijan in iz njega izdelovali medaljone. Primeri kalcedona, ki so bili najdeni v Afganistanu, so nastali v prvem stoletju. Ime kalcedon izvira iz imena grškega mesta Kalkedona v Mali Aziji.